# El príncipe
El príncipe è un film del 2019 diretto da Sebastián Muñoz e basato su un romanzo di Mario Cruz dei primi anni settanta. Il film è ambientato intorno al 1970 in una cella di prigione a San Bernardo, nel Cile, poco prima che Salvador Allende fosse eletto Presidente. È una storia oscura sugli affetti e la lealtà tra detenuti, la ricerca dell'identità sessuale, l'amore, la violenza e l'ascesa al potere dietro le sbarre.
È stato presentato in anteprima mondiale alla 76ª Mostra internazionale d'arte cinematografica di Venezia, dove ha vinto il Queer Lion.
El Príncipe è stato anche selezionato per competere al Festival internazionale del cinema di San Sebastián, 2009 nella sezione Horizontes Latinos.
Il film è dedicato alla memoria di Claudia Muñoz Costa del Río e Ricardo Larraín.

## Trama
Nella Santiago del Cile degli anni settanta il ventenne Jaime viene rinchiuso in prigione a causa del violento e inspiegabile omicidio del suo migliore amico. In carcere incontra Riccardo, detto "lo stallone", un uomo più maturo che diventa il suo mentore, educandolo alla vita in prigione e al sesso. Nonostante la dura vita in carcere, fatta di liti e violenza delle guardie, i due si innamorano. Jaime diventa così "Il principe" e negli anni dietro alla sbarre ha modo di scoprire la sua sessualità e i reali motivi che lo hanno condotto in carcere.

## Produzione
Il progetto di adattare in un film l'unico romanzo di Mario Cruz, un autore poco noto, era stato pensato alcuni anni fa dalla cineasta Alicia Scherson, che stava lavorando con il drammaturgo Luis Barrales per preparare la sceneggiatura. Il romanzo di Cruz ebbe il suo apogeo negli anni settanta, non fu mai disponibile nelle librerie e poteva essere acquistato solo nelle edicole di San Diego Street, a Santiago, diventando un romanzo di culto. Il regista Sebastián Muñoz l'ha trovata per caso e, insieme a Barrales stesso, hanno perfezionato la sceneggiatura nella sua forma finale. Successivamente, il team di produzione cileno Niña Niño Films e El Otro Films, l'argentino Le Tiro Cine e il belga Be Revolution Pictures hanno aderito al progetto. Il cast è stato completato con gli attori veterani Alfredo Castro (Ti guardo, Il club) e Gastón Pauls (Nove regine), oltre ai giovani attori Juan Carlos Maldonado (attore televisivo nel suo primo ruolo da protagonista in un film), Sebastián Ayala (attore teatrale e regista) e Lucas Balmaceda (attore teatrale e televisivo nonché fratello minore dell'attore cileno Pedro Pascal)

## Distribuzione
Il film è stato presentato in anteprima il 30 agosto 2019 nella sezione Settimana internazionale della critica nel corso della 76ª Mostra internazionale d'arte cinematografica di Venezia. È stato inoltre proiettato al Festival internazionale del cinema di San Sebastián 2019 nella sezione Horizontes Latinos.

## Versione integrale
La versione integrale del film, della durata di 102 minuti, presenta alcune scene sessualmente esplicite rimosse dalla versione distribuita nelle sale ed online.

## Riconoscimenti
- 2019 - Mostra internazionale d'arte cinematografica[9]
  - Queer Lion
  - Candidatura per la Settimana internazionale della critica
  - Candidatura per i fanheart3 awards[10]
- 2019 - Festival internazionale del cinema di San Sebastián[9]
  - Candidatura per il Horizons Award
  - Candidatura per il miglior film
- 2019 - Merlinka Festival[9]
  - Candidatura per il miglior film
- 2019 - Chicago International Film Festival[9]
  - Candidatura per il Gold Q-Hugo
- 2019 - Valdivia International Film Festival[9]
  - Candidatura per il miglior film
- 2021 - Platino Awards for Iberoamerican Cinema[9]
  - Miglior attore non protagonista ad Alfredo Castro